# Karin Gayer
Pour les articles homonymes, voir Gayer.
Karin Gayer (née en 1969 à Mödling près de Vienne) est une femme écrivain autrichienne. Elle est poète et prosatrice.

## Biographie
Karin Gayer naquit en mai 1969 à Mödling. Aujourd'hui elle vit à Vienne. Elle commença à étudier la psychologie mais n'acheva pas les études parce qu'elle ne « pouvait pas faire les découvertes qu'elle cherchait ». Elle exerce des professions sociales. Karin Gayer commença à écrire lorsqu'elle était élève. Initialement elle publia dans des revues littéraires d'Autriche, par exemple dans Zenit et Wienzeile. En 2002, son premier livre parut chez Arovell.

## Œuvre
- Flechtwerk, poésie et petits textes, Arovell Verlag, Gosau 2002,  (ISBN 3-901435-46-8)
- Vorgänge im Labyrinth, anthologie poésie et petits textes, Arovell Verlag, Gosau 2004,  (ISBN 3-901435-66-2)
- Nachtfieber, roman, Arovell Verlag, Gosau 2009,  (ISBN 978-3-902547-84-2)